# 7,62mm lehký kulomet vz. 52
7,62mm lehký kulomet vz. 52 byl československý kulomet konstruktéra Václava Holka. Při vývoji byly uplatněny zkušenosti při vývoji řady lehkých kulometů ZB. Kulomet je možné zásobovat nábojovým pásem na 100 nábojů nebo schránkovým zásobníkem na 25 nábojů. 
Vz. 52 sloužil u ČSLA v letech 1954 až 1960, následně byl do konce 60. let vyvážen. Vz.52/57 sloužil od roku 1958 do konce 60. let (služba v ČSLA). Následně byl převeden k Lidovým milicím a vyvážen do zahraničí - k vývozu došlo ještě v roce 2002. 

## Vz.52 - vývoj a zavedení do výzbroje
Po skončení druhé světové války byl v lednu 1947 zadán požadavek na vývoj lehkého kulometu pro náboj se sníženým balistickým výkonem ráže 7,5 mm. 
V červnu 1947 byly již známy výsledky zkoušek kulometů vz. 26, který byl upraven na střelivo ráže 7.62 mm.
V první polovině roku 1948 se začaly objevovat první prototypy (ZB 481, ZB 482, ZK 475, ZJ 483 a další). 
V roce 1950 se začal zkoušet prototyp ZB 501. Začátkem roku 1951 byly poslány prototypy ZB 501 k vojskovým útvarům ke zkouškám. 
Na konci července 1951 MNO schválilo prototyp ZB501 k zavedení do výzbroje. K samotnému zavedení do výzbroje došlo v květnu 1952 jako "Lehký kulomet vz. 52".

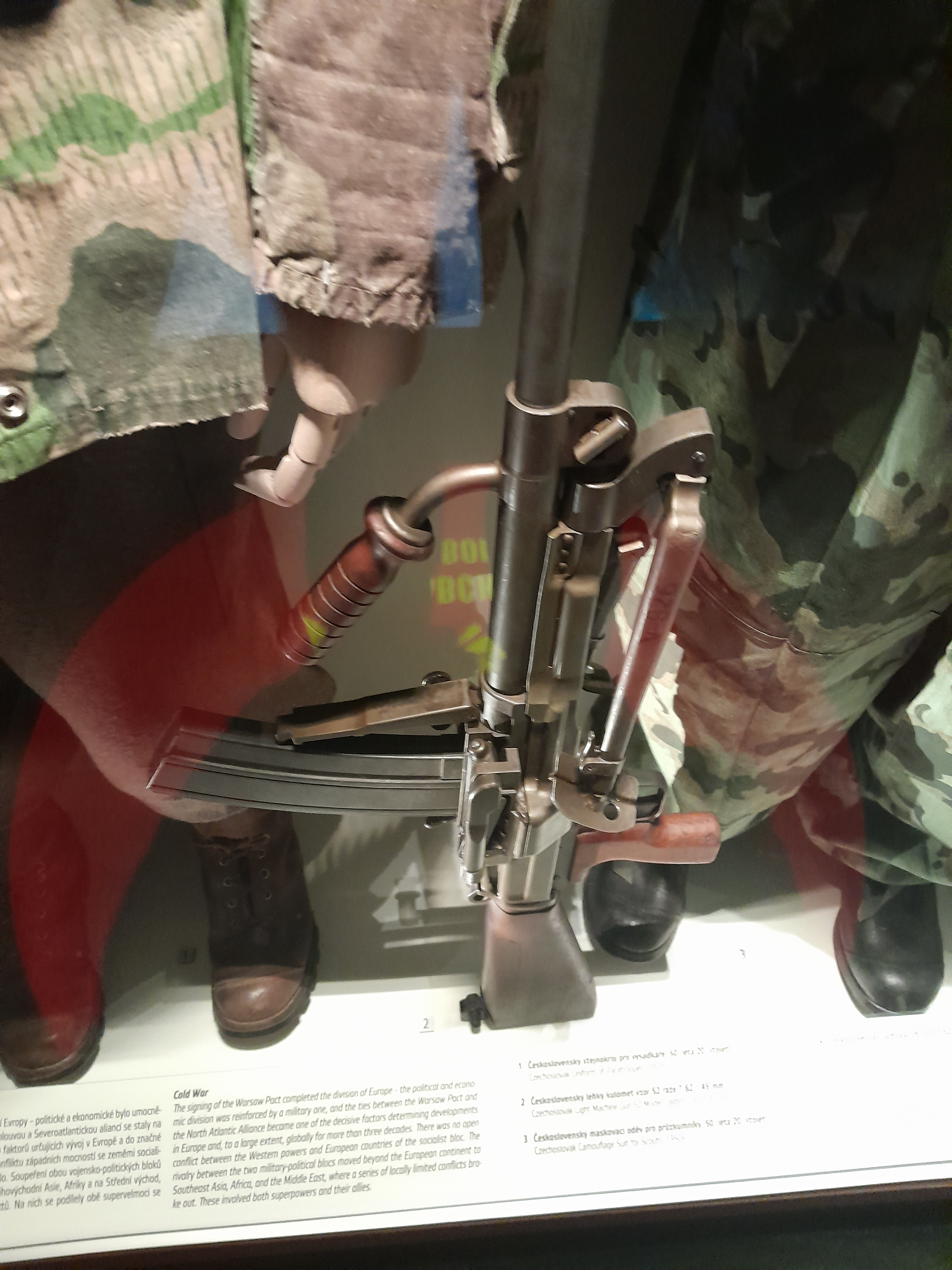
LK vz. 52
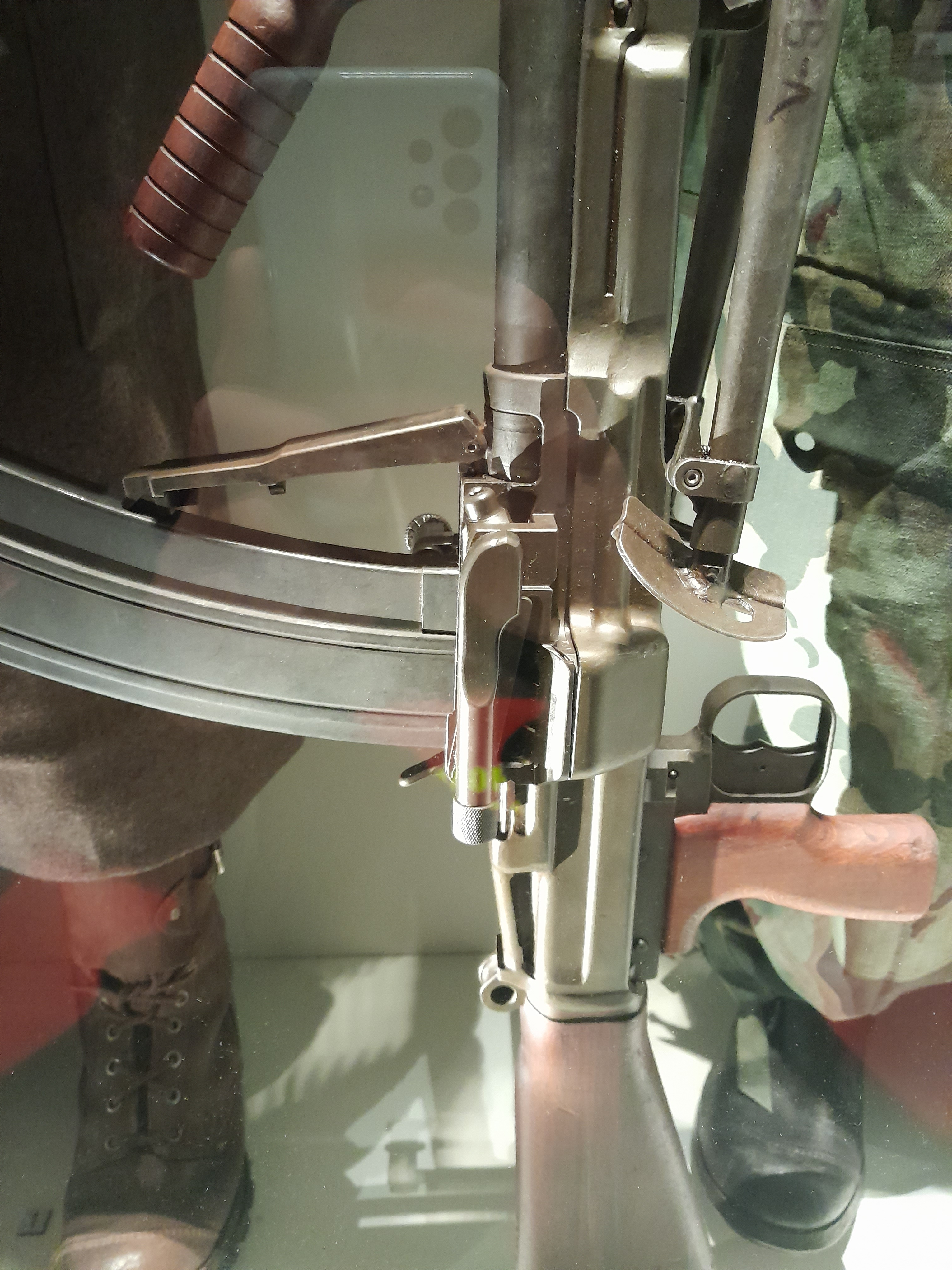
LK vz. 52
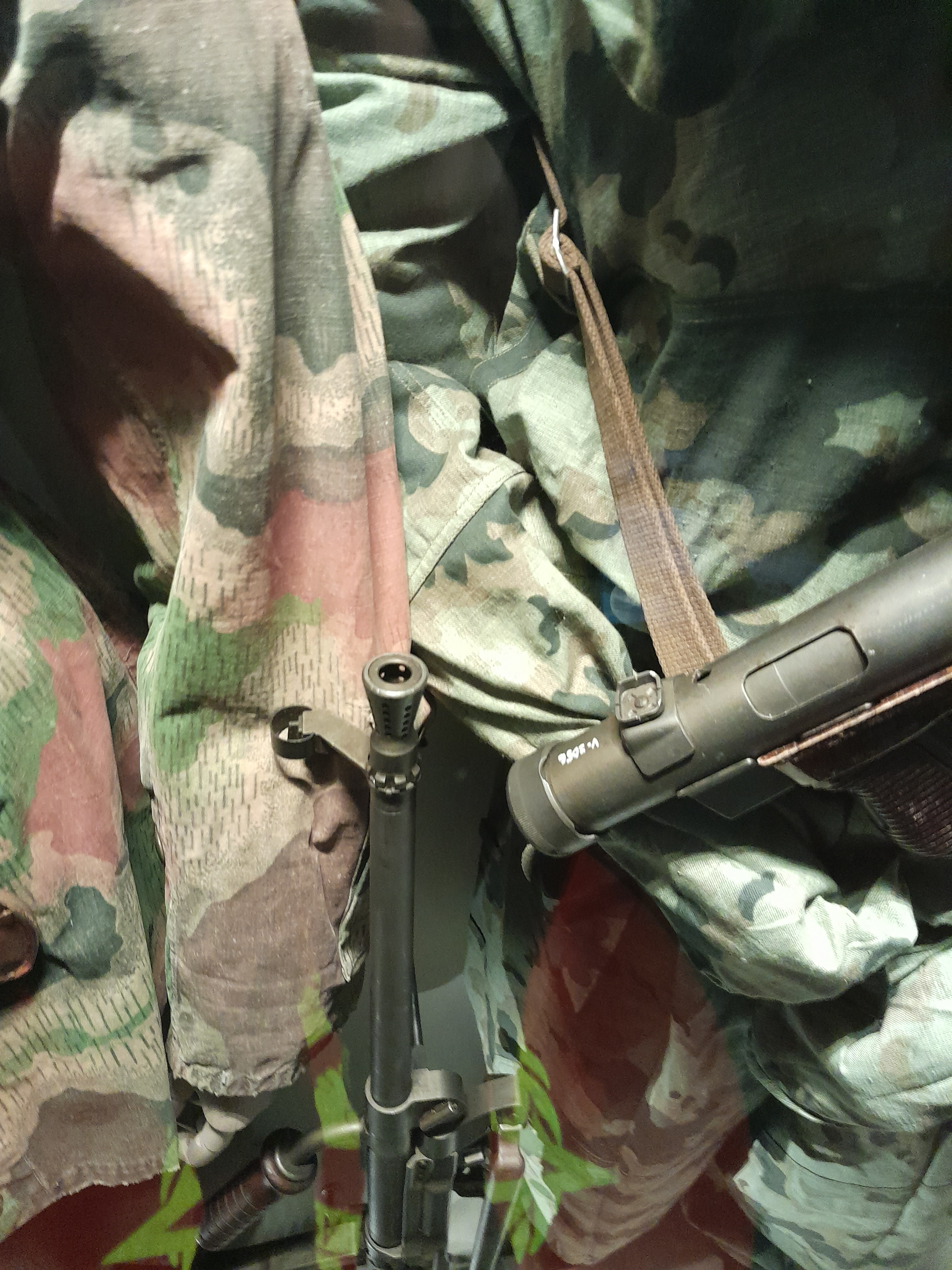
Muška a tlumič plamene LK vz. 52

Zavedení zbraně v roce 1952 ovšem neznamenalo, že se kulomet dostal ihned k armádním útvarům. Současně s kulometem vz.52 docházelo k zavedení pušky vz.52 a náboje vz.52. Problémy s výrobou pušek vz.52 došlo ke zpoždění celého přezbrojení čs. armády. 
Teprve 28. ledna 1954 bylo nařízeno provést přezbrojení čs. armády kulometem vz.52 . Od začátku února 1954 přicházely k útvarům nové kulomety a od března 1954 započal plynulý výcvik. 

## Vz. 52/57
V lednu 1957 bylo rozhodnuto překonstruovat lehký kulomet vz. 52 z náboje vz. 52 (7,62 x 45 mm) na náboj vz. 43 (7,62 x 39 mm), a to společně s puškou vz. 52. V době rekonstrukce byl již původní konstruktér, Václav Holek, po smrti, proto se rekonstrukce ujal Ing. Jaroslav Myslík. 
Oproti vz. 52 měl vz. 52/57, mimo změny použitého střeliva, odlišná mířidla a ke kulometu mohla být připojena schránka na nábojový pás s 50 náboji. Na zbrani jsou dále vyraženy velké nápisy vz. 52/57, aby nedošlo k záměně zbraní. Dále došlo ke změně mušky mířidel, které je podobné SA vz.58 a ke změně tvaru tlumiče plamene.  
Adaptovaný kulomet vz. 52/57 byl přijat do výzbroje ke konci roku 1958. V roce 1958 bylo ve výzbroji Československé lidové armády 14 650 lehkých kulometů vz. 52 a bylo doporučeno jich 8000 adaptovat, ale bylo jich v roce 1958 adaptováno pouze na 4500, 3500 kulometů se podařilo adaptovat do konce roku 1959. Současně probíhala sériová výroba nových lehkých kulometů  vz. 52/57. V roce 1960 měla ČSLA k dispozici 6113 LK vz. 52 a 6819 LK vz. 52/57. V roce 1961 měla ČSLA již 7316 LK vz. 52/57. 
Na počátku roku 1963 byly LK vz. 52/57 předávány Lidovým milicím. Přesné datum vyřazení z výzbroje není známo (došlo k němu pravděpodobně na přelomu 70. a 80. let). 

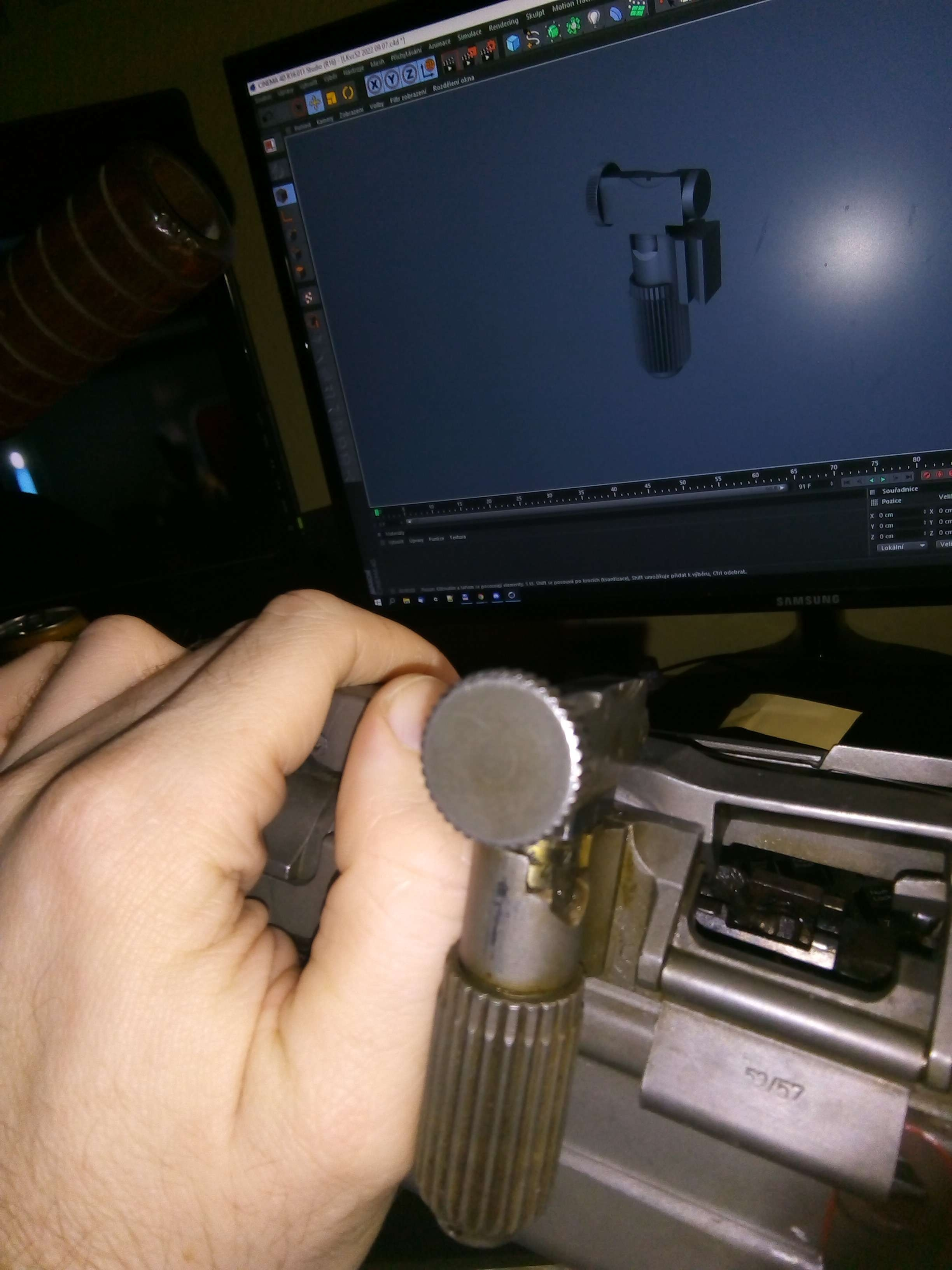
Hledí LK vz. 52/57
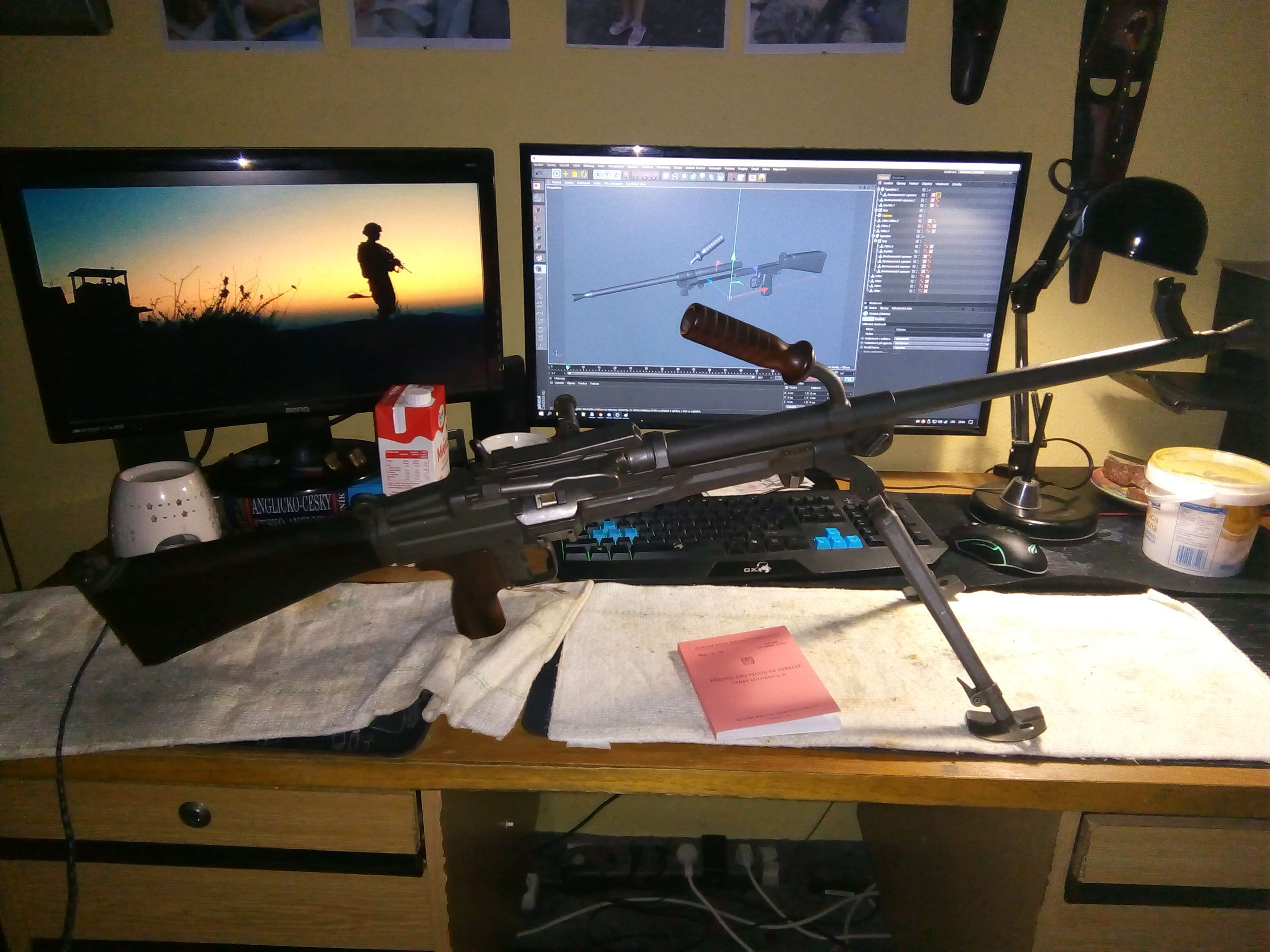
LK vz. 52/57
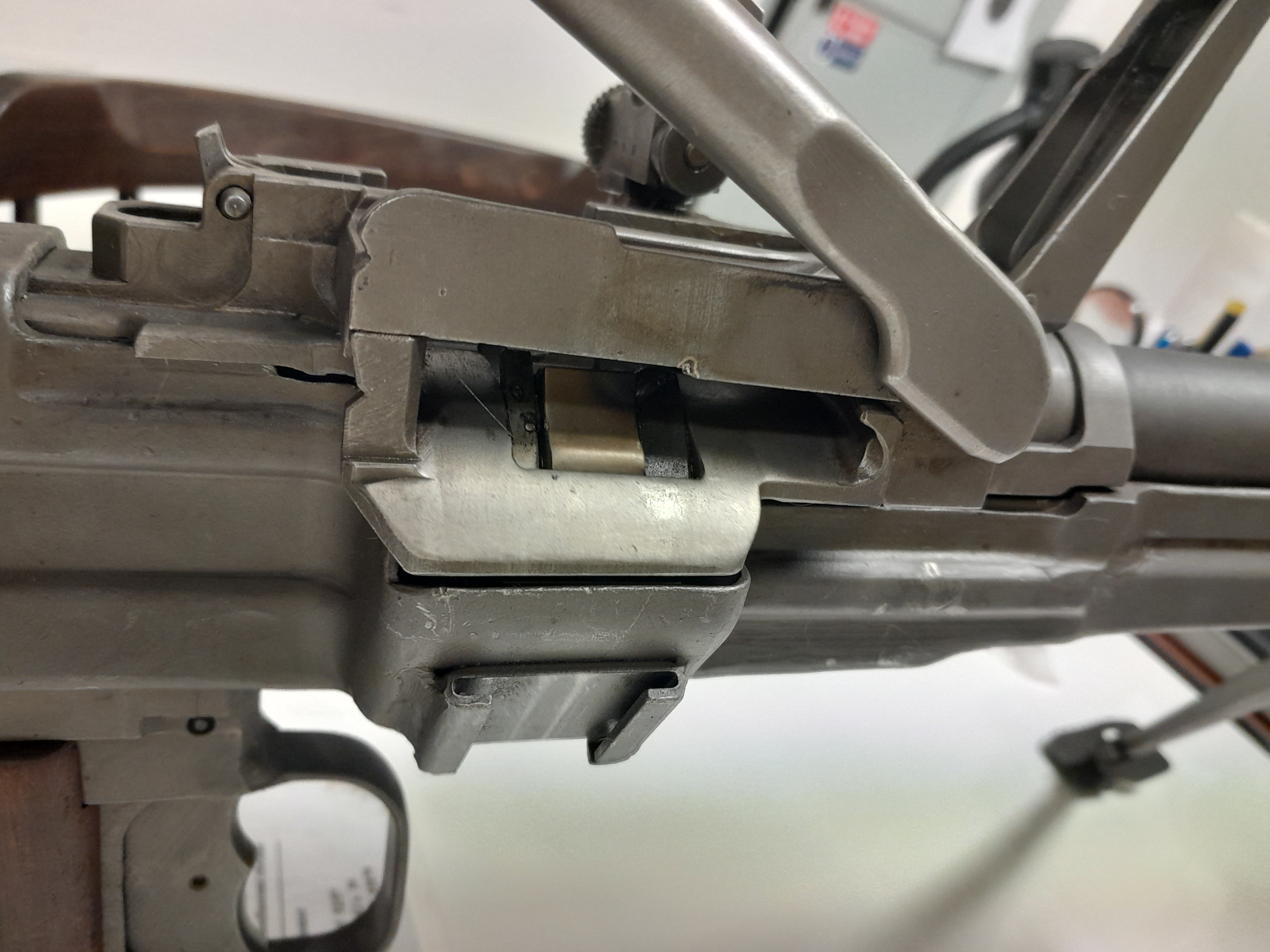
Podávací mechanismus  LK vz. 52/57
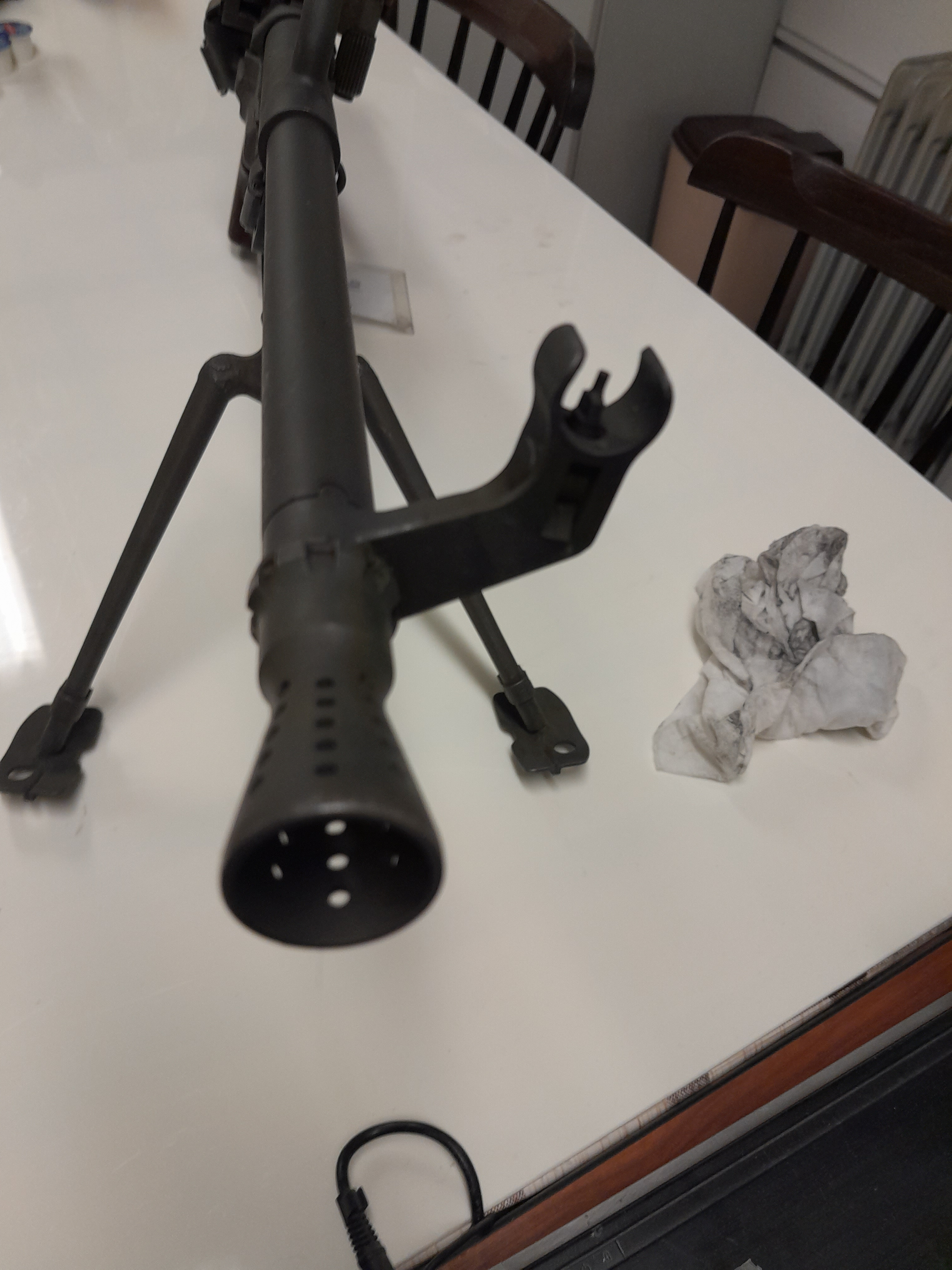
Muška a tlumič plamene  LK vz. 52/57

## Popis
Zbraň funguje na principu odběru tlaku plynů a střílí z otevřeného závěru. Závěr je uzamčen pomocí kyvné závory. Pouzdro závěru je vyrobeno z lisovaného plechu. Hlaveň je vzduchem chlazená a umožňuje rychlou výměnu, rukojeť je k hlavni připojena napevno a není možné ji sklopit. Spoušť je dvojitá v horní části umožňuje střelbu jednotlivými ranami a ve spodní zase dávkou. Zásobování náboji je řešeno dvojím způsobem-buďto ze zakřiveného schránkového zásobníku na 25 nábojů zasunutého do kulometu shora nebo pásem s náboji. Závěr se napíná pomocí spušťadla. Prázdné nábojnice jsou vyhazovány na spodku zbraně.

## Uživatelé

### Vývoz LK vz. 52
- Indonésie - 537
- Egypt - 1323
- Sýrie - 2501
- Kuba - 6020
- Finsko - 1
- Guinea - 110
- Indie - 1000
- Laos - 80
- neznámé - 2

### Vývoz LK vz. 52/57
- Finsko - 4
- Keňa - 40
- Irák - 1500
- Indonésie - 3000
- soukromý zahraniční sektor - 46

## Varianty
- Lehký kulomet vz. 52 (verze pro náboj vz. 52)
- Lehký kulomet vz. 52/57 (verze pro náboj vz. 43)

## Technické údaje
Kulomet vz 52 / Kulomet vz. 52/57
- ráže: 7,62 × 45 mm / 7,62 × 39 mm
- hmotnost: 8,03 kg
- celková délka: 1045 mm
- délka hlavně: 583 mm
- zásobování náboji: 25 zásobník, nebo 100 ks pás volně/ pás 50 ran v odnímatelné schránce
- kadence – ran za minutu: 1000 / 850
- úsťová rychlost: 760 m/sec / 735 m/sec
- max. dostřel: 2800 m
- účinný dostřel: do 900/800 m